# Język kisar
Język kisar, także: meher, yotowawa (bahasa Meher) – język austronezyjski używany w prowincji Moluki we wschodniej Indonezji, na wyspach Kisar, Roma i Wetar. Posługuje się nim ponad 10 tys. osób.
Jego użytkownicy zamieszkują 20 wsi na wyspie Kisar. Dodatkowe skupiska ludności Kisar występują na wyspach Wetar i Roma oraz w mieście Ambon.
Nie jest spokrewniony z pobliskim językiem oirata. W użyciu jest także język indonezyjski. Sama społeczność określa swój język jako „yotowawa”.
Jest zapisywany alfabetem łacińskim.